# Moric Danon-Žika
Moric Danon-Žika (Zenica, 20. lipnja 1921. – Zagreb, 11. veljače 1979.) bio je bosanskohercegovački i hrvatski pisac, redatelj i kazališni djelatnik židovskoga podrijetla.

## Biografija
Rođen je 20. lipnja 1921. godine u Zenici u židovskoj obitelji, od oca Haima (1900-1941), stradalnika jasenovačkog logora, i majke Simhe Finci. U Zenici je pohađao osnovnu školu i dva razreda srednje škole, a potom je kod oca izučavao stolarski zanat da bi na kraju završio metaluršku školu. Tijekom Drugoga svjetskog rata uhićen je u Splitu i prebačen u zatvor u Velu Luku na otoku Korčuli. Nakon kapitulacije Italije odlazi u savezničku bolnicu na Siciliji, potom u Sjevernu Afriku te konačno u talijanski Bari odakle je s Trećom prekomorskom brigadom dospio na Vis. U partizanima se bavio glumom i sviranjem, a nakon ranjavanja 1944. godine nastavlja glumiti u Kazalištu narodnog oslobođenja za Dalmaciju i u Narodnom kazalištu u Splitu. U isto vrijeme u Splitu pohađa i redateljsko-glumački tečaj pri ZAVNOH-u. Poslije rata u Zagrebu završava gimnaziju (1949.) i Filozofski fakultet (1954.). Bio je ravnatelj Zadružnog studija za grafiku, likovno oblikovanje i organizaciju, kao i Zagrebačkog dramskog kazališta u kojemu je radio i kao redatelj, inspicijent, organizator te na kraju kao šef propagande. Umro je u Zagrebu 11. veljače 1979.

## Književni rad
Još za vrijeme Drugoga svjetskog rata počinje se baviti književnim radom: pisao je pjesme u prozi, pripovijetke, zidne novine i skečeve. Prvi su mu radovi objavljivani u novinama i časopisima kao što su Ilustrirani vjesnik, Žena u borbi, Kulturni radnik, Narodni list, Vjesnik i dr., a dvije je njegove pjesme (Mornarska pjesma i Alžir) uglazbio Miroslav Biro. Pripovijetka Kočijašev unuk, izdana 1957., biva nagrađena na natječaju Saveza židovskih općina Jugoslavije. Pisao je i pod pseudonimom Zeničanin.

## Ostalo
- "Cesta duga godinu dana" (1958.)